# Lachesana insensibilis
Espèce
Lachesana insensibilis est une espèce d'araignées aranéomorphes de la famille des Zodariidae.

## Distribution
Cette espèce se rencontre en Arabie saoudite et en Iran.

## Description
Le mâle holotype mesure 11,91 mm.

## Publication originale
- Jocqué, 1991 : A generic revision of the spider family Zodariidae (Araneae). Bulletin of the American Museum of Natural History, no 201, p. 1-160 (texte intégral).